# Nyabuyumpu (vattendrag i Bururi)
Nyabuyumpu är ett vattendrag i Burundi.   Det ligger i provinsen Bururi, i den centrala delen av landet, 70 km sydost om huvudstaden Bujumbura.
Omgivningarna runt Nyabuyumpu är en mosaik av jordbruksmark och naturlig växtlighet. Runt Nyabuyumpu är det ganska tätbefolkat, med 166 invånare per kvadratkilometer.